# Huang Quan
Huáng Quán (chinesisch 黃權 / 黄权) war ein chinesischer General der späten Han-Dynastie und zur Zeit der Drei Reiche.
Er diente ursprünglich dem Warlord Liu Zhang und warnte ihn im Jahr 211 vor dem bevorstehenden Angriff des Warlords Liu Bei, aber Liu Zhang traf keine Gegenvorbereitungen. Nachdem Liu Bei die Yi-Provinz übernommen hatte, schloss sich Huang Quan ihm an. Im Jahr 222 folgte er seinem Herrn auf seinen letzten Feldzug gegen den Rivalen Sun Quan, der mit einer vernichtenden Niederlage in der Schlacht von Xiaoting endete. Huang Quan floh zur Seite des Wei-Kaisers Cao Pi und diente fortan in seiner Armee. Liu Bei verschonte seine Familie trotzdem, weil viele verdiente Generäle ihm von dem Feldzug abgeraten hatten. Im nächsten Jahr starb Liu Bei, und Huang Quan war der einzige Wei-Offizier, der Trauer trug.
| Personendaten    | Personendaten                                              |
| ---------------- | ---------------------------------------------------------- |
| NAME             | Huang, Quan                                                |
| ALTERNATIVNAMEN  | Huáng, Quán                                                |
| KURZBESCHREIBUNG | chinesischer General (Han-Dynastie, Shu Han, Wei-Dynastie) |
| GEBURTSDATUM     | 2. Jahrhundert                                             |
| STERBEDATUM      | 3. Jahrhundert                                             |